# 18947 Cindyfulton
18947 Cindyfulton è un asteroide della fascia principale. Scoperto nel 2000, presenta un'orbita caratterizzata da un semiasse maggiore pari a 2,3913596 UA e da un'eccentricità di 0,1406506, inclinata di 1,99663° rispetto all'eclittica.